# Seth Rogen
Seth Aaron Rogen (Vancouver, 1982. április 15. –) kanadai származású amerikai színész, rendező, producer, forgatókönyvíró és humorista.
Pályafutását tizenévesen sikeres stand-up komikusként kezdte Vancouverben, majd mellékszerepet kapott a Különcök és stréberek című sorozatban. Nem sokkal később az Amerikai Egyesült Államokba, Portlandbe költözött a szerep kedvéért, de a sorozat egy évad után megszűnt. Rogen ezután az Undeclared című szitcomban működött közre, színészként és szövegkönyvíróként.
A Da Ali G Show című sorozat utolsó évadjában szintén szövegkönyvíróként alkalmazták (munkájáért a többi íróval közösen Emmy-díj jelölést is kapott), majd Judd Apatow rendező által filmes karrierbe kezdett. Mellékszereplőként és társproducerként Rogen részt vett Apatow első filmes rendezésében, 40 éves szűz (2005) című filmben. Miután szerepléséért pozitív kritikákat kapott, az Universal Pictures főszereplőként választotta ki Apatow Felkoppintva (2007) és Ki nevet a végén? (2009) című vígjátékaiba. Rogen 2015-ben Steve Wozniakot alakította a Steve Jobs életéről szóló filmben. 2016 óta vezető producere és forgatókönyvírója az AMC Preacher című sorozatának.
Rogen színésztársával, Evan Goldberggel közösen a Superbad, avagy miért ciki a szex? (2007), az Ananász expressz (2008) és az Itt a vége (2013) című filmek forgatókönyvírója – az Itt a vége és Az interjú elkészítésében rendezőként is közreműködött, valamint az összes filmben szerepelt színészként is. Szinkronszínészként Rogen hangját kölcsönözte a Horton (2008),  a Szörnyek az űrlények ellen (2009) és a Virsliparti (2016) című filmekben, továbbá a Kung Fu Panda-trilógiában.

## Filmográfia

### Film

#### Rendező, író és producer
| Év   | Magyar cím                           | Eredeti cím                                    | Feladatkör | Feladatkör        | Feladatkör |
| Év   | Magyar cím                           | Eredeti cím                                    | Rendező    | Forgatókönyv      | Producer   |
| ---- | ------------------------------------ | ---------------------------------------------- | ---------- | ----------------- | ---------- |
| 2003 | Bad Boys 2. – Már megint a rosszfiúk | Bad Boys 2                                     | Nem        | Nincs feltüntetve | Nem        |
| 2005 | 40 éves szűz                         | The 40-Year-Old Virgin                         | Nem        | Nem               | Koproducer |
| 2007 | Felkoppintva                         | Knocked Up                                     | Nem        | Nem               | Vezető     |
| 2007 | Superbad, avagy miért ciki a szex?   | Superbad                                       | Nem        | Igen              | Vezető     |
| 2007 |                                      | Jay and Seth Versus the Apocalypse (rövidfilm) | Nem        | Igen              | Nem        |
| 2008 | Fúrófej Taylor                       | Drillbit Taylor                                | Nem        | Igen              | Nem        |
| 2008 | Ananász expressz                     | Pineapple Express                              | Nem        | Igen              | Vezető     |
| 2009 | Ki nevet a végén?                    | Funny People                                   | Nem        | Nem               | Vezető     |
| 2011 | Zöld darázs                          | The Green Hornet                               | Nem        | Igen              | Vezető     |
| 2011 | Fifti-fifti                          | 50/50                                          | Nem        | Nem               | Igen       |
| 2012 | Kertvárosi kommandó                  | The Watch                                      | Nem        | Igen              | Nem        |
| 2012 | Szeka-túra                           | The Guilt Trip                                 | Nem        | Nem               | Vezető     |
| 2013 | Itt a vége                           | This Is the End                                | Igen       | Igen              | Igen       |
| 2014 | Rossz szomszédság                    | Neighbors                                      | Nem        | Nem               | Igen       |
| 2014 | Az interjú                           | The Interview                                  | Igen       | Sztori            | Igen       |
| 2015 | Másnap(os) karácsony                 | The Night Before                               | Nem        | Nem               | Igen       |
| 2016 | Virsliparti                          | Sausage Party                                  | Nem        | Igen              | Igen       |
| 2016 | Rossz szomszédság 2.                 | Neighbors 2: Sorority Rising                   | Nem        | Igen              | Igen       |
| 2017 |                                      | Bananas Town (rövidfilm)                       | Igen       | Nem               | Nem        |
| 2017 | A katasztrófaművész                  | The Disaster Artist                            | Nem        | Nem               | Igen       |
| 2018 | Szűzőrség                            | Blockers                                       | Nem        | Nem               | Igen       |
| 2018 |                                      | Game Over, Man!                                | Nem        | Nem               | Igen       |
| 2019 | Csekély esély                        | Long Shot                                      | Nem        | Nem               | Igen       |
| 2019 | Jó srácok                            | Good Boys                                      | Nem        | Nem               | Igen       |
| 2020 | Amerikai pác                         | An American Pickle                             | Nem        | Nem               | Igen       |
| 2023 | Tini Nindzsa Teknőcök: Mutáns káosz  | Teenage Mutant Ninja Turtles: Mutant Mayhem    | Nem        | Igen              | Igen       |

#### Színész
| Év   | Magyar cím                         | Eredeti cím                                    | Szerep                                       | Magyar hang         | Rendező                          |
| ---- | ---------------------------------- | ---------------------------------------------- | -------------------------------------------- | ------------------- | -------------------------------- |
| 2001 | Donnie Darko                       | Donnie Darko                                   | Ricky Danforth                               | Déri Zsolt          | Richard Kelly                    |
| 2004 | A híres Ron Burgundy legendája     | Anchorman: The Legend of Ron Burgundy          | Scottie (cameo)                              | Schneider Zoltán    | Judd Apatow (1.)                 |
| 2005 | 40 éves szűz                       | The 40-Year-Old Virgin                         | Cal                                          | Schneider Zoltán    | Judd Apatow (2.)                 |
| 2006 | Én, a nő és plusz egy fő           | You, Me and Dupree                             | Neil                                         | Kerekes József      | Joe és Anthony Russo             |
| 2007 | Felkoppintva                       | Knocked Up                                     | Ben Stone                                    | Fesztbaum Béla      | Judd Apatow (3.)                 |
| 2007 |                                    | Jay and Seth Versus the Apocalypse (rövidfilm) | Seth                                         |                     | Jason Stone                      |
| 2007 | Superbad, avagy miért ciki a szex? | Superbad                                       | Michaels rendőr                              | Epres Attila        | Greg Mottola                     |
| 2008 | Tesó-tusa                          | Step Brothers                                  | Sporttermék menedzser (cameo)                | Tóth Roland         | Adam McKay                       |
| 2008 | Ananász expressz                   | Pineapple Express                              | Dale Denton                                  | Anger Zsolt         | David Gordon Green               |
| 2008 | Zack és Miri pornót forgat         | Zack and Miri Make a Porno                     | Zack Brown                                   | Schneider Zoltán    | Kevin Smith                      |
| 2008 | Zack és Miri pornót forgat         | Zack and Miri Make a Porno                     | Zack Brown                                   | Kisfalusi Lehel     | Kevin Smith                      |
| 2009 | Fanboys – Rajongók háborúja        | Fanboys                                        | Seasholtz admirális / földönkívüli / csótány | Schneider Zoltán    | Kyle Newman                      |
| 2009 | A szerv                            | Observe and Report                             | Ronnie Barnhardt                             | Zámbori Soma        | Jody Hill                        |
| 2009 | Ki nevet a végén?                  | Funny People                                   | Ira Wright                                   | Varga Gábor         | Judd Apatow (4.)                 |
| 2009 |                                    | Paper Heart                                    | önmaga (cameo)                               |                     | Nicholas Jasenovec               |
| 2011 | Zöld darázs                        | The Green Hornet                               | Britt Reid / Zöld darázs                     | Varga Rókus         | Michel Gondry                    |
| 2011 | Fifti-fifti                        | 50/50                                          | Kyle Hirons                                  | Makranczi Zalán     | Jonathan Levine (1.)             |
| 2011 | Volt egy tánc                      | Take This Waltz                                | Lou Rubin                                    | Welker Gábor        | Sarah Polley                     |
| 2012 | Szex, barátság, telefon            | For a Good Time, Call...                       | Jerry (cameo)                                | Bácskai János       | Jamie Travis                     |
| 2012 | Szeka-túra                         | The Guilt Trip                                 | Andy Brewster                                | Vári Attila         | Anne Fletcher                    |
| 2013 | Itt a vége                         | This Is the End                                | önmaga                                       | Kerekes József      | Seth Rogen (1.)                  |
| 2013 | Itt a vége                         | This Is the End                                | önmaga                                       | Kerekes József      | Evan Goldberg (1.)               |
| 2014 | Rossz szomszédság                  | Neighbors                                      | Mac Radner                                   | Anger Zsolt         | Nicholas Stoller                 |
| 2014 | 22 Jump Street – A túlkoros osztag | 22 Jump Street                                 | Morton Schmidt (cameo)                       |                     | Phil Lord and Christopher Miller |
| 2014 |                                    | The Sound and the Fury                         | távírász (cameo)                             |                     | James Franco (1.)                |
| 2014 | Az interjú                         | The Interview                                  | Aaron Rapoport                               | Anger Zsolt         | Seth Rogen (2.)                  |
| 2014 | Az interjú                         | The Interview                                  | Aaron Rapoport                               | Anger Zsolt         | Evan Goldberg (2.)               |
| 2015 | Steve Jobs                         | Steve Jobs                                     | Steve Wozniak                                | Fesztbaum Béla      | Danny Boyle                      |
| 2015 | Másnap(os) karácsony               | The Night Before                               | Isaac Greenberg                              | Anger Zsolt         | Jonathan Levine (2.)             |
| 2016 | Rossz szomszédság 2.               | Neighbors 2: Sorority Rising                   | Mac Radner                                   | Anger Zsolt         | Nicholas Stoller (2.)            |
| 2017 | A katasztrófaművész                | The Disaster Artist                            | Sandy Schklair                               | Fesztbaum Béla      | James Franco (2.)                |
| 2017 | A katasztrófaművész                | The Disaster Artist                            | Sandy Schklair                               | Barabás Kiss Zoltán | James Franco (2.)                |
| 2018 | Arizona                            | Arizona                                        | Gary (cameo)                                 | Tokaji Csaba        | Jonathan Watson                  |
| 2018 |                                    | Like Father                                    | Jeff                                         |                     | Lauren Miller Rogen              |
| 2019 | Csekély esély                      | Long Shot                                      | Fred Flarsky                                 | Zámbori Soma        | Jonathan Levine (3.)             |
| 2019 |                                    | Zeroville                                      | Viking                                       |                     | James Franco (3.)                |
| 2020 | Amerikai pác                       | An American Pickle                             | Herschel Greenbaum / Ben Greenbaum           | Anger Zsolt         | Brandon Trost                    |
| 2022 | A Fabelman család                  | The Fabelmans                                  | Bennie Loewy                                 | Varga Rókus         | Steven Spielberg                 |
| 2023 | Pénzeső                            | Dumb Money                                     | Gabe Plotkin                                 | Fesztbaum Béla      | Craig Gillespie                  |

#### Szinkronszínész
| Év   | Magyar cím                                                    | Eredeti cím                                 | Szerep          | Magyar hang                |
| ---- | ------------------------------------------------------------- | ------------------------------------------- | --------------- | -------------------------- |
| 2007 | Harmadik Shrek                                                | Shrek the Third                             | hajóskapitány   | Csík Csaba Krisztián       |
| 2008 | A Spiderwick krónikák                                         | The Spiderwick Chronicles                   | Röffenet        | Besenczi Árpád             |
| 2008 | Horton                                                        | Horton Hears a Who!                         | Morton, az egér | Besenczi Árpád             |
| 2008 | Horton                                                        | Horton Hears a Who!                         | Morton, az egér | György-Rózsa Sándor (ének) |
| 2008 | Kung Fu Panda                                                 | Kung Fu Panda                               | Sáska mester    | Szabó Máté                 |
| 2009 | Szörnyek az űrlények ellen                                    | Monsters vs. Aliens                         | B.O.B           | Széles László              |
| 2009 | Szörnyek az űrlények ellen: B.O.B. Bombajó Bulija (rövidfilm) | B.O.B.'s Big Break                          | B.O.B           |                            |
| 2011 | Paul                                                          | Paul                                        | Paul            | Schneider Zoltán           |
| 2011 | Kung Fu Panda 2.                                              | Kung Fu Panda 2                             | Sáska mester    | Szabó Máté                 |
| 2011 | Kung Fu Panda: Legendás mesterek (rövidfilm)                  | Kung Fu Panda: Secrets of the Masters       | Sáska mester    | Szabó Máté                 |
| 2011 | Szörnyek az űrlények ellen: R világháború (rövidfilm)         | Night of the Living Carrots                 | B.O.B.          | Széles László              |
| 2015 | Kung Fu Panda: A tekercs titkai (rövidfilm)                   | Kung Fu Panda: Secrets of the Scroll        | Sáska mester    | Szabó Máté                 |
| 2016 | Kung Fu Panda 3.                                              | Kung Fu Panda 3                             | Sáska mester    | Szabó Máté                 |
| 2016 | Virsliparti                                                   | Sausage Party                               | Frank           | Görög László               |
| 2016 | Virsliparti                                                   | Sausage Party                               | Bors őrmester   | Kajtár Róbert              |
| 2019 | Az oroszlánkirály                                             | The Lion King                               | Pumbaa          | Faragó András              |
| 2021 | Chip és Dale: A Csipet Csapat                                 | Chip 'n Dale: Rescue Rangers                | Pumbaa          | Faragó András              |
| 2021 | Chip és Dale: A Csipet Csapat                                 | Chip 'n Dale: Rescue Rangers                | Bob             | Varga Gábor                |
| 2021 | Chip és Dale: A Csipet Csapat                                 | Chip 'n Dale: Rescue Rangers                | B.O.B.          | Széles László              |
| 2021 | Chip és Dale: A Csipet Csapat                                 | Chip 'n Dale: Rescue Rangers                | Sáska mester    | Szabó Máté                 |
| 2023 | Super Mario Bros.: A film                                     | Super Mario Bros. Movie                     | Donkey Kong     | Gacsal Ádám                |
| 2023 | Tini Nindzsa Teknőcök: Mutáns káosz                           | Teenage Mutant Ninja Turtles: Mutant Mayhem | Bebob           | Schneider Zoltán           |
| 2024 | Kung Fu Panda 4.                                              | Kung Fu Panda 4                             | Sáska mester    | eredeti hang               |
| 2024 | Mufasa: Az oroszlánkirály                                     | Mufasa: The Lion King                       | Pumbaa          | Faragó András              |

## Fordítás
- Ez a szócikk részben vagy egészben  a   Seth Rogen című angol Wikipédia-szócikk fordításán alapul.  Az eredeti cikk szerkesztőit annak laptörténete sorolja fel. Ez a jelzés csupán a megfogalmazás eredetét és a szerzői jogokat jelzi, nem szolgál a cikkben szereplő információk forrásmegjelöléseként.
- Ez a szócikk részben vagy egészben  a   Seth Rogen filmography című angol Wikipédia-szócikk fordításán alapul.  Az eredeti cikk szerkesztőit annak laptörténete sorolja fel. Ez a jelzés csupán a megfogalmazás eredetét és a szerzői jogokat jelzi, nem szolgál a cikkben szereplő információk forrásmegjelöléseként.